# Antoni Ludwik Boniecki
Antoni Ludwik Boniecki herbu Bończa (zm. 20 listopada 1774 w Wereszczynie) – podsędek chełmski w latach 1746–1774, podczaszy chełmski w latach 1736–1746, podstoli chełmski w latach 1718–1736.
Był posłem na sejm elekcyjny 1733 roku z ziemi chełmskiej i elektorem Stanisława Leszczyńskiego w 1733 roku.